# City of Bunbury
City of Bunbury is een Local Government Area (LGA) in Australië in de staat West-Australië. City of Bunbury telde 32.987 inwoners in 2021. De hoofdplaats is Bunbury.